# Estilo policoral veneziano

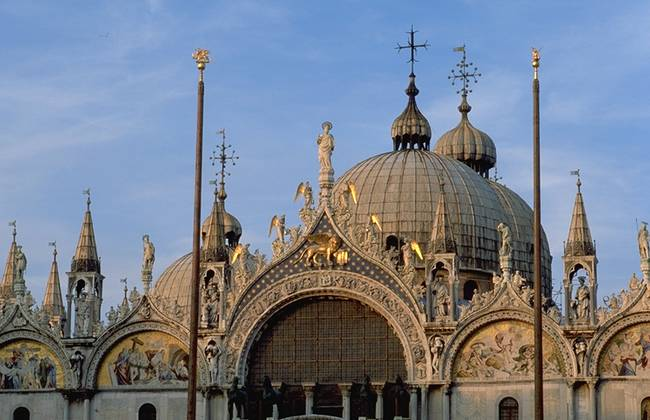
San Marco ao entardecer. O espaçoso e resonante interior dessa construção foi a inspiração para o desenvolvimento desse estilo musical

O Estilo policoral veneziano foi um tipo de música do final da Renascença e do princípio do Barroco que envolveu coros espacialmente separados, cantando alternadamente.  Ele representou um dos maiores saltos estilísticos da escrita polifônica que prevalecia na média Renascença, e foi um dos maiores desenvolvimentos estilísticos que conduziu diretamente àquilo que hoje conhecemos como estilo Barroco.  Um termo empregado comumente para coros separados é cori spezzati—literalmente, coros separados (em italiano).

## História do estilo

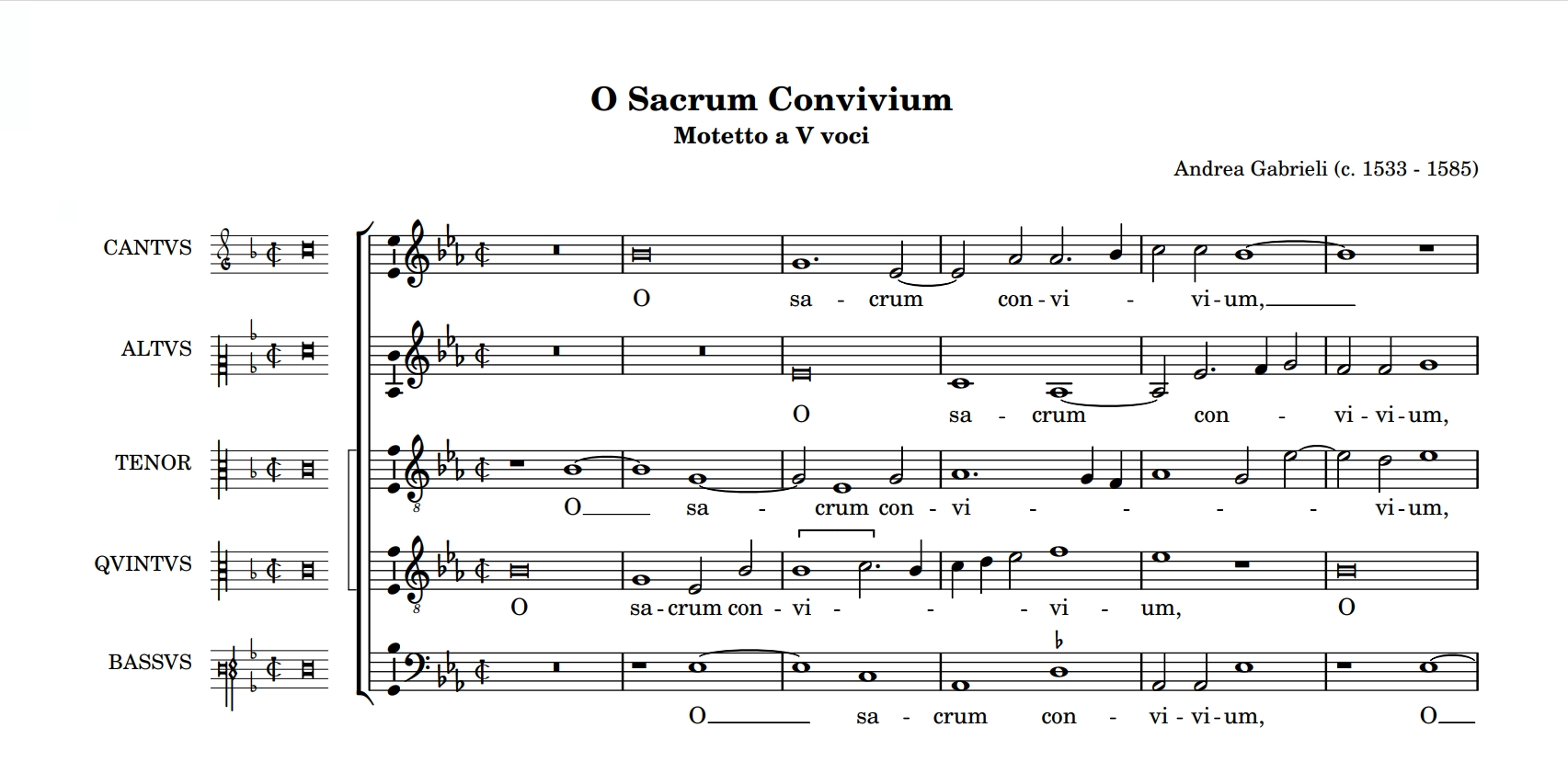
Partitura - Andrea Gabrieli - O Sagrado Convivium

O estilo nasceu das peculiaridades arquitetônicas da imponente Basílica de San Marco di Venezia, também conhecida como Basílica de São Marcos, em Veneza. Cientes do "delay" sonoro causado pela distância entre as galerias opostas, onde os corais se apresentavam, os compositores começaram a tirar proveito desse fato, utilizando-o como efeito especial. Já que era difícil conseguir que coros  separados a longa distância cantassem a mesma música simultaneamente, (principalmente antes do desenvolvimento das técnicas modernas de regência), compositores como Adrian Willaert, o "mestre de capela" de São Marcos nos anos 1540, resolveram o problema escrevendo música em forma de antífona, onde coros opostos cantassem sucessivamente, na maioria das vezes frases contrastantes da música; o efeito estereofônico provou ser popular e, logo, logo, outros compositores foram imitando a ideia e, não somente em São Marcos, mas em outras grandes catedrais da Itália. Isso foi um raro mas interessante exemplo de como as peculiaridades arquitetônicas de uma simples construção vieram a influenciar o desenvolvimento de um estilo que não apenas tornou-se popular na Europa, mas definiu, em parte, a transição da Renascença para o Barroco. A ideia de diferentes grupos cantando alternadamente evoluiu gradualmente para o estilo concertato, no qual suas diferentes manifestações vocais e instrumentais conduziram eventualmente a ideias musicais diversas como a cantata coral, o concerto grosso e a sonata.
O pico de desenvolvimento do estilo foi no final dos anos 1580 e 1590, quando Giovanni Gabrieli era organista em São Marcos e o principal compositor, e Gioseffo Zarlino era ainda o mestre de capela. Gabrieli foi o primeiro a especificar os instrumentos musicais a serem usados durante uma peça musical, inclusive grandes coros de metais; também começou a especificar as dinâmicas e a desenvolver o efeito de eco, que o tornou famoso. A fama da música sonora e espetacular de São Marcos nessa época propagou-se pela Europa, e muitos músicos vieram a Veneza para ouvir, estudar, absorver e levar de volta ao seu país de origem o que aprenderam. A Alemanha, em particular, foi uma região onde os compositores começaram a trabalhar numa forma localmente modificada em comparação com o estilo veneziano, embora obras policorais fossem compostas em quaisquer outros lugares, tal como as várias missas compostas, na Espanha, por Tomás Luis de Vitoria.
Depois de 1603, um baixo contínuo foi adicionado às já consideradas forças em São Marcos—orquestra, solistas e coro—um longo passo em direção à cantata barroca. A música em São Marcos entrou num período de declínio, mas a fama da música se propagou pelo mundo afora e transformou-se no estilo concertato. Em 1612, Claudio Monteverdi foi empossado como mestre de capela e, embora tenha trazido a música novamente a um alto nível, a moda do estilo policoral passou; o estilo concertato, principalmente com voz solista, agora era a moda; as composições deste último período eram identificavelmente barrocas.

## Compositores representantes
- Adrian Willaert
- Cipriano de Rore
- Gioseffo Zarlino
- Claudio Merulo
- Giovanni Gabrieli
- Andrea Gabrieli
- Claudio Monteverdi
- Hans Leo Hassler

## Exemplos do estilo
- Adrian Willaert, salmi spezzati
- Andrea Gabrieli, Psalmi Davidici
- Giovanni Gabrieli, sacrae symphoniae
  - in ecclesiis
  - Sonata pian' e forte